# Casa de la Reina Sibil·la
|  | No s'ha de confondre amb Can Borrassana. |

La Casa de la Reina Sibil·la, també coneguda com a Casa Gran de Fortià, és un edifici aïllat al carrer de la Reina Sibil·la, 1 de Fortià (Alt Empordà), declarat bé cultural d'interès nacional. Actualment, és la Casa de la Vila del municipi.

## Història
A la dècada del 1620, el cavaller i donzell Pere Ignasi Ferrer va plasmar en pedra el seu ascens social com a noble, administrador i governador general del Comtat d'Empúries, fent construir un nou casal (acabat el 1628) sobre dues antigues cases propietat de la mateixa família. Fins ben entrat el segle xx, la casa era coneguda com la Casa Gran, un nom comú per a designar grans casals, com la Casa Gran de Castelló d'Empúries. Tanmateix, des de mitjans de segle, l'advocat i polític franquista Andreu Brugués i Llobera va fomentar la creença que aquest edifici es troba en l'emplaçament de l'antiga casa dels Fortià, sense provar documentalment aquest fet. Així mateix, l'altra designació del catàleg oficial, Can Borrassana, és del tot errònia, atès que aquesta casa està situada a la plaça del poble.
L'immoble va ser adquirit per l'Ajuntament de Fortià l'any 2008, per un valor de 871.465,14 €, pagat per part la Generalitat de Catalunya i el propi consistori. Dos anys més tard, s'inicià el projecte de restauració i consolidació, per tal d'instal·lar-hi serveis municipals.
Les intervencions arqueològiques efectuades en la reforma documentaren una gran densitat de restes de diferents cronologies. Les d'època alt-medieval se situen majoritàriament a la meitat nord, i consisteixen en sitges i un seguit d'altres estructures de funció indeterminada. La resta, distribuïdes per tot l'immoble, daten del segle xvii. No se n'ha trobat cap que es pugui adscriure al segle xiv, descartant en un principi una cronologia baixmedieval de l'edifici. No obstant això, l'alçat de les façanes nord i oest podrien ser anteriors a la principal (xvii) pel fet d'estar formades d'una paret de tàpia d'un gruix considerable. Una intervenció arqueològica efectuada l'any 2014 amb motiu de l'obertura de diverses finestres i portes a la façana nord no va permetre establir una cronologia per a la construcció d'aquest mur.
El 12 de gener del 2025, després de diferents fases d'obres, s'inaugurà la planta baixa de l'immoble com a nova Casa de la Vila de la població. La planta superior, formada actualment per tres grans sales, queda pendent de rehabilitació.

## Descripció

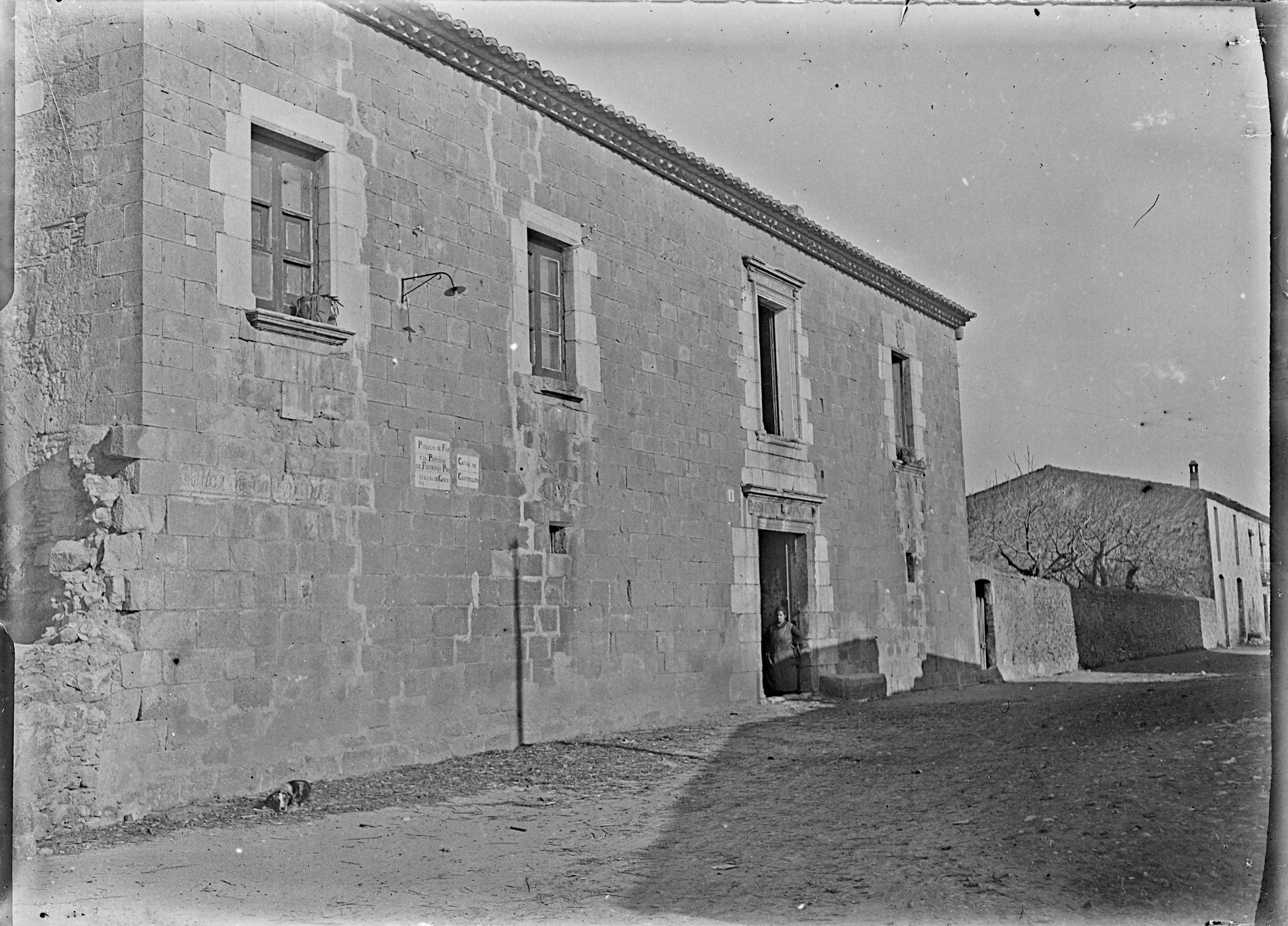
La Casa Gran als anys 1930.

És un casal de planta baixa i pis amb teulada a dues vessants. La façana principal presenta un aparell de carreus ben escairats. La portalada és rectangular i té la llinda decorada amb un fris de motius vegetals en baix relleu i un petit escut al centre. A sobre d'aquesta s'obre una gran finestra de dimensions gairebé com les de la porta, amb una inscripció en llatí en el guardapols: NVMQUAM VIDI IUSTUM DERELICTUM. Les altres tres finestres són d'obertures rectangulars i en destaca la de l'extrem amb una llinda amb un escut i la següent inscripció: PERE IGNASI FERRER 1628. Aquesta façana principal està construïda amb carreus, mentre que la resta de murs de l'edifici es construïren amb pedruscall i argamassa. També consta la inscripció de Pere Ignasi Ferrer i el seu escut a la façana est.
La planta baixa es caracteritza per l'existència d'estances de mida reduïda, totes elles cobertes amb voltes de rajola de diferent tipologia, suportades amb murs de càrrega paral·lels. També hi ha alguna volta de maçoneria. La planta alta compta amb un ampli espai central amb arcs d'obra ceràmica de gran alçada i dos espais laterals, més compartimentats.
El sistema estructural de l'edifici és a base de murs de càrrega de tàpia i sostres de voltes de rajol, de canó i de quatre punts.